# Старшая Школа Mercy Mounthawk
Старшая Школа Mercy Mounthawk — школа в городе Трали, Керри, Ирландия. Школа была основана в 2001 году после объединения двух школ «St. Mary’s Moyderwell» и «St John’s Balloonagh». В школе учится полторы тысячи учеников и работет сотня учителей.

## Школьная Программа
Кроме обязательных предметов, таких как математика или история, школа также предоставляет предметы на выбор, такие как:
- Работа по дереву
- Работа по металлу
- Home Economics
- Бизнес
- Графика
- Изобразительное Искусство

Также предоставляются различные дополнительные занятия после школы.

## Спорт и достижения
Школа участвует в различных спортивных состязаниях, обычно баскетбол, ведь у них есть весьма большой спортзал, хотя иногда играют и в других местах. Участники спорта часто ездят на школьные поездки в различные стадионы.

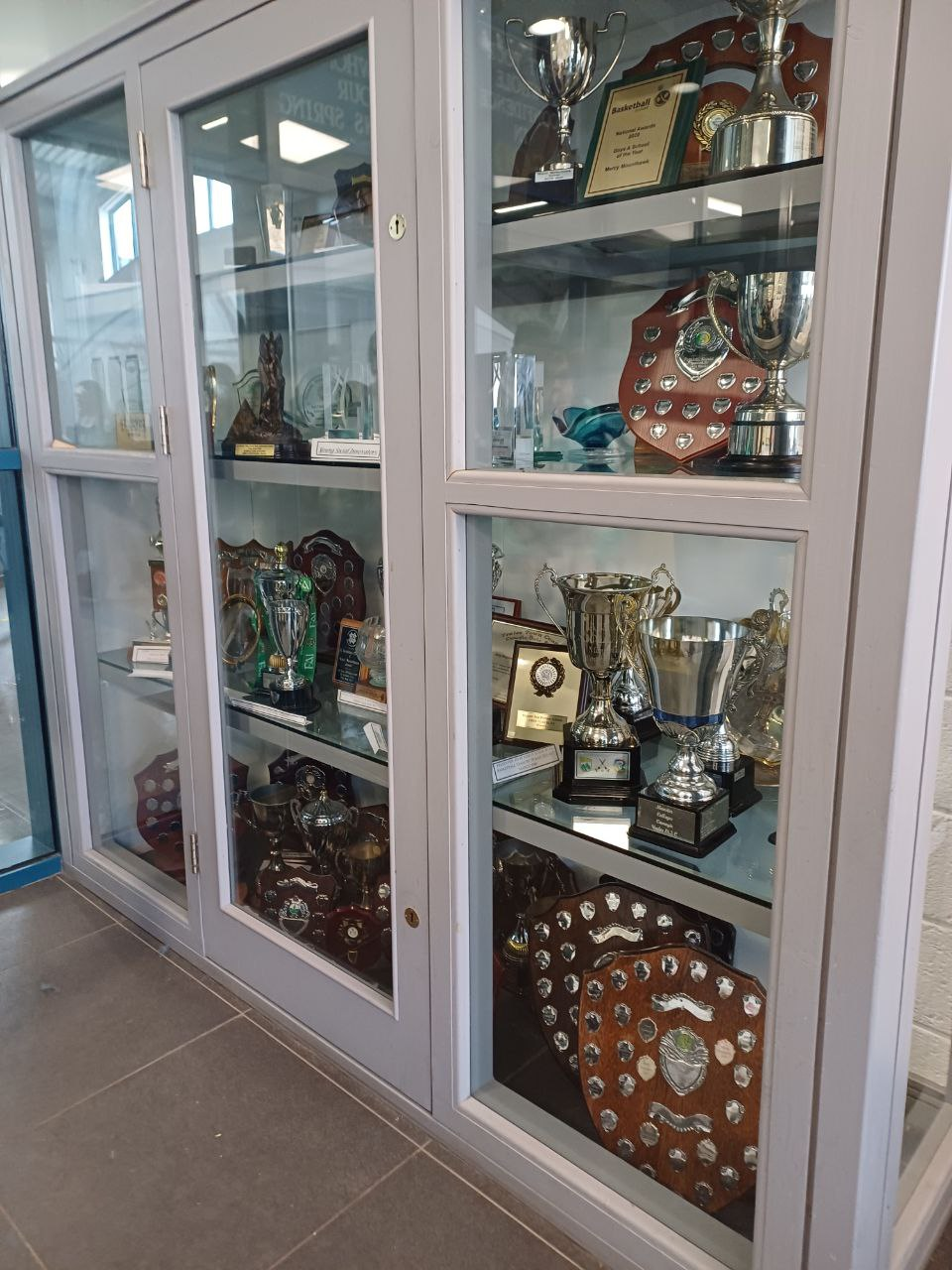
Различные награды, выигранные школой.